# 2009-es US Open – női páros
A mezőny címvédő párosa Cara Black és Liezel Huber volt, akik ezúttal is döntőbe jutottak, de ott 6–2, 6–2-re kikaptak a Williams nővérektől, Serenától és Venustól.

## Kiemeltek
| 1. Cara Black / Liezel Huber (döntő) 2. Anabel Medina Garrigues / Virginia Ruano Pascual (harmadik kör) 3. Samantha Stosur / Rennae Stubbs (elődöntő) 4. Serena Williams / Venus Williams (győztesek) 5. Daniela Hantuchová / Szugijama Ai (harmadik kör) 6. Nuria Llagostera Vives / María José Martínez Sánchez (negyeddöntő) 7. Hszie Su-vej / Peng Suaj (második kör) 8. Bethanie Mattek-Sands / Nagyja Petrova (negyeddöntő) | 1. Anna-Lena Grönefeld / Patty Schnyder (harmadik kör) 2. Marija Kirilenko / Jelena Vesznyina (negyeddöntő) 3. Jen Ce / Cseng Csie (negyeddöntő) 4. Vania King / Monica Niculescu (harmadik kör) 5. Alisza Klejbanova / Jekatyerina Makarova (elődöntő) 6. Szánija Mirza / Francesca Schiavone (második kör) 7. Raquel Kops-Jones / Abigail Spears (első kör) 8. Viktorija Azaranka / Vera Zvonarjova (második kör) |

## Főtábla
- Q = Kvalifikációból felkerült
- WC = Szabadkártyás
- LL = Szerencsés vesztes
- r = feladta
- w/o = visszalépett
- ALT = helyettes